# Steine von Ica
Die Steine von Ica sind eine Ansammlung von mit Gravuren versehenen Steinen aus Andesit, die angeblich ab 1961 in einer Höhle nahe der peruanischen Stadt Ica gefunden wurden. Auf ihnen sind unter anderem Dinosaurier und fortgeschrittene Technologie abgebildet. Die Steine werden von der Fachwelt einhellig als Fälschungen angesehen.

## Entdeckung
Bekannt wurden die Steine durch den peruanischen Arzt Javier Cabrera, der 1961 einen Stein zu seinem Geburtstag erhielt. Das auf dem Stein abgebildete Wesen wurde von Cabrera als ein ausgestorbener Fisch identifiziert, der vor Millionen von Jahren gelebt haben soll.
Seine Entdeckung erweckte das Interesse von Carlos und Pablo Soldi, zweier wenig erfolgreicher Sammler von Artefakten. Allerdings konnten sie Cabrera 341 ähnliche Steine verkaufen.
Cabrera fand kurze Zeit darauf einen weiteren Lieferanten, einen Bauern namens Basilio Uschuya. Durch diese und einige weitere Quellen gelang es Cabrera, in 35 Jahren eine Sammlung bestehend aus ca. 15.000 gravierten Steinen aufzubauen.

## Beschreibung
Auf den Steinen, die teils faustgroß sind, teils bis zu ca. 80 cm Durchmesser haben, ist eine Vielzahl an Szenen abgebildet:
- Dinosaurier (die z. B. Menschen angreifen oder ihnen helfen)[1]
- fortgeschrittene Technologie (Teleskope, Luftfahrzeuge)[2]
- fortgeschrittene medizinische Eingriffe (Operationen am Herzen oder am Gehirn, Abtreibungen)
- Karten  (Nordamerika und Südamerika als getrennte und zwei weitere Kontinente)[3]
- Pornographie (homoerotischer Sex)[4]

Auch wenn einige Szenen auf mehrere Arten gedeutet werden können, so zeigen sie doch definitiv, dass die Ersteller Wissen über Gegenstände und Handlungen besessen haben, die insgesamt betrachtet anachronistisch sind.

## Authentizität
Die Steine wurden angeblich in Flussbetten und freigespülten Höhlen gefunden. Da sie kein organisches Material enthalten, kann keine Radiokohlenstoffdatierung angewandt werden. Es ist nicht bekannt, ob irgendeine andere Methode der radiometrischen Datierung angewandt wurde.
Im Jahre 1966 analysierten Wissenschaftler der Technischen National-Universität von Peru die Oberflächenoxidschicht der Gravuren und kamen zu dem Schluss, dass die Schicht, die die Gravuren überzog, über 10.000 Jahre alt sein müsse. Allerdings kann auch diese Schicht gefälscht werden. Da die Fundorte unbekannt sind, ist es auch unmöglich, das Alter der Steine basierend auf freigelegten Straten zu bestimmen.
Der Archäologe Neil Steede untersuchte einige der Ica-Steine für den Film The Mysterious Origins of Man (Die geheimnisvollen Ursprünge des Menschen), der zeigen sollte, dass die Menschheit viel länger existiert, als von der Wissenschaft angenommen. Steede will an den Steinen Patina entdeckt haben, jedoch nicht an den Gravuren. Daraus schließt er, dass die Gravuren der von ihm begutachteten Exemplare bei weitem jünger sein müssen als die Steine.
1998 verkündete der spanische Forscher Vicente Paris nach vierjähriger Analyse, dass es sich bei den Steinen um einen Schwindel handele. Als Indizien verwies er auf Mikrofotografie-Aufnahmen der Steine, die Spuren von moderner Farbe und Poliermittel aufwiesen, außerdem auf die gute Erhaltung der flachen Gravuren: Bei Steinen mit alten Gravuren würde man erheblich stärkere Abnutzung erwarten.
2010 berichtete der Mysterien-Forscher und Schriftsteller Lars A. Fischinger, dass im Herbst 2002 Maria del Carmen Olazar Benguria und Feliy Arenas Mariscal sowie Experten der „Universidad Autonoma de Madrid“ aus Spanien vor Ort in Ocucaje nach "echten" Steinen im Wüstenboden suchten. Dabei seien sie am Berg Cerro Blanco in zwei Meter Tiefe fündig geworden und ließen die Funde am 15. Oktober 2002 an der Universität untersuchen. Die Karbonat-Anhaftungen der neuen Steine waren nach der durchgeführten Thermolumineszenz-Datierung der „Universidad Autonoma de Madrid“ 99.240 bis 61.196 Jahre alt (5000 bis 8000 Jahre Abweichungsfaktor).

### Uschuya Basilio
In der 1977 ausgestrahlten BBC-Dokumentation Pathway to Gods (Pfad zu den Göttern), wird gezeigt, wie der Indígeno Basilio Uschuya mittels eines Zahnarzt-Bohrers einen „authentischen“ Stein herstellt. Darüber hinaus behauptet Uschuya, er überziehe die Steine mit Patina, indem er sie in Kuhdung backe.
1996 wurde eine weitere BBC-Dokumentation ausgestrahlt, die die Authentizität der Steine bezweifelte. Uschuya wurde daraufhin von den peruanischen Behörden wegen illegalem Verkauf archäologischer Funde verhaftet. Er bestätigte vor Gericht, dass die Steine Fälschungen seien, die er gemeinsam mit seiner Frau hergestellt habe. Er wurde nicht bestraft und verkaufte weiterhin ähnliche Steine an Touristen.
Er bestätigte auch, dass er gefälschte Steine bei einem Interview mit Erich von Däniken erstellte, widerrief dies aber wieder bei einem Interview mit einem deutschen Journalisten.
2000 zeigte er dem spanischen Journalisten J. J. Benitez die angebliche Fundstelle. In einer in Spanien gezeigten TV-Sendung findet Benitez neun neue Steine.

## Sichtweisen

### Kreationismus
Einige Steine zeigen Darstellungen von dinosaurierartigen Lebewesen, zum Teil gemeinsam mit Menschen.
Da das Aussehen der Dinosaurier jedoch erst in der Neuzeit aus Fossilien rekonstruiert wurde, konnten ältere Kulturen keine Kenntnis von der Erscheinungsform gehabt haben. Einige Kreationisten sehen dies daher als einen Beweis für die gleichzeitige Existenz von Sauriern und Menschen, und daher auch als Argument gegen die Richtigkeit der Evolutionstheorie.

### Prä-Astronautik
Es handelt sich nach Darstellung von einigen Präastronautikern um Steine, die eine Million Jahre zuvor von „glyptolithischen Reisenden“ von den Plejaden hergestellt wurden, welche am „Nazca-Weltraumbahnhof“ landeten.
Die Bezeichnung „glyptolithische Reisende“ bzw. Gliptolithic Men für eine fiktive „außerirdische Rasse“ wurde von Javier Cabrera geprägt. Er nahm an, dass sie vor langer Zeit auf diesen Planeten kamen, mit den Dinosauriern koexistierten und genetisch den modernen Menschen designten. Danach begaben sie sich zu einem anderen Planeten, bevor sich eine Katastrophe ereignete. Diese Ansicht und die Abbildungen auf den Steinen, die eine teils hoch technologisierte Gesellschaft zeigen, sind für einige Anhänger der Prä-Astronautik ein Beweis für prähistorische extraterrestrische Kontakte.

## Galerie

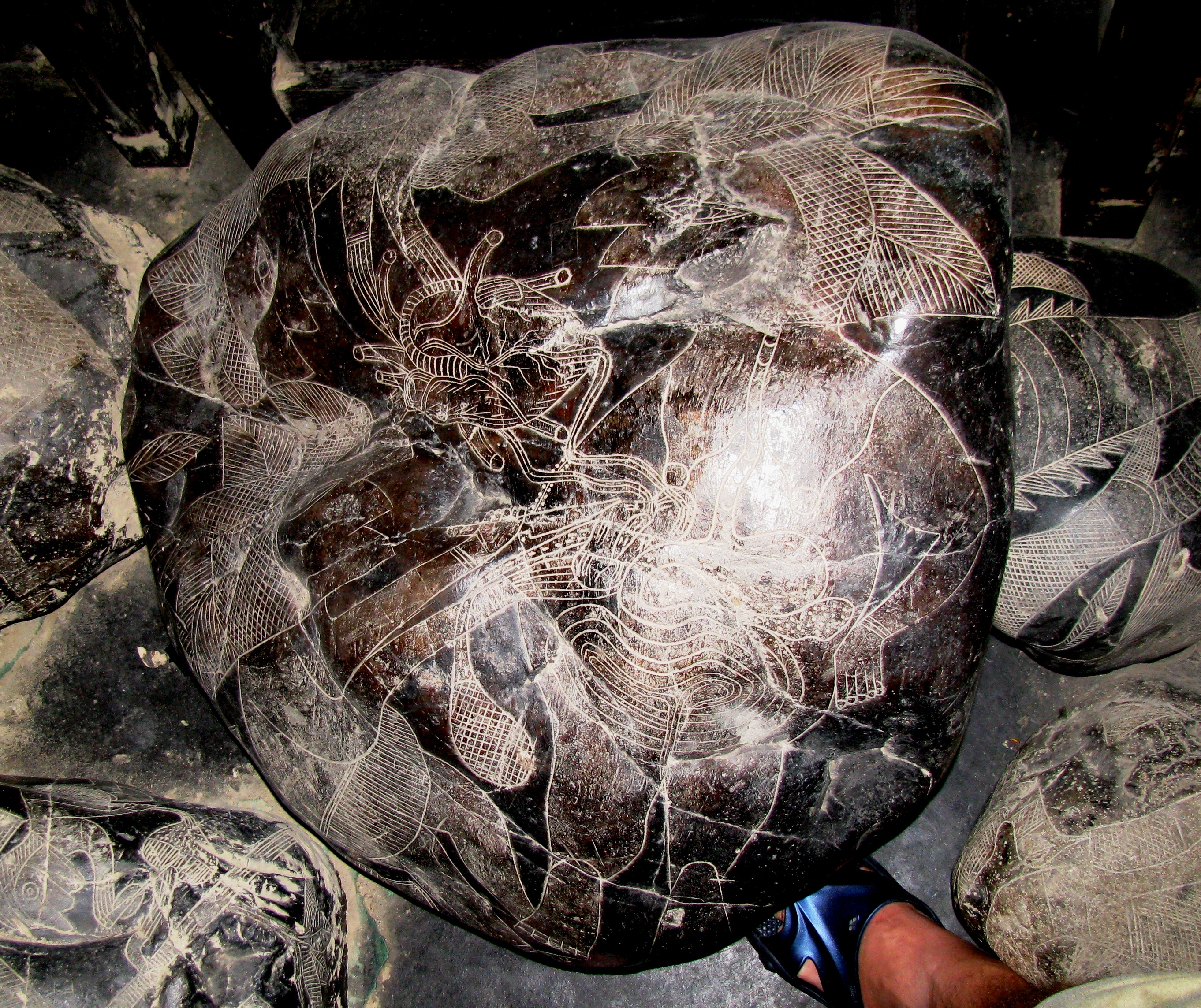
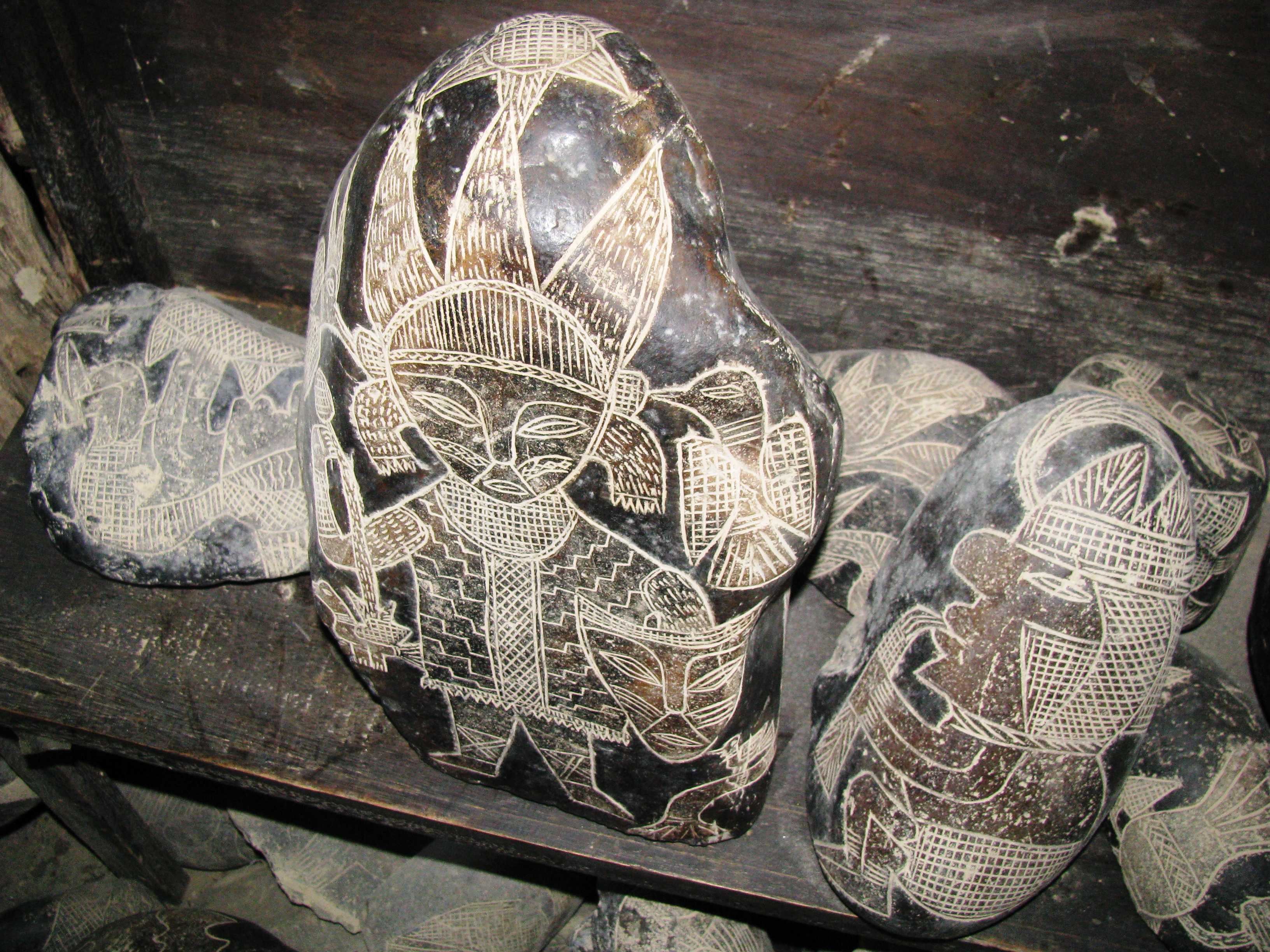
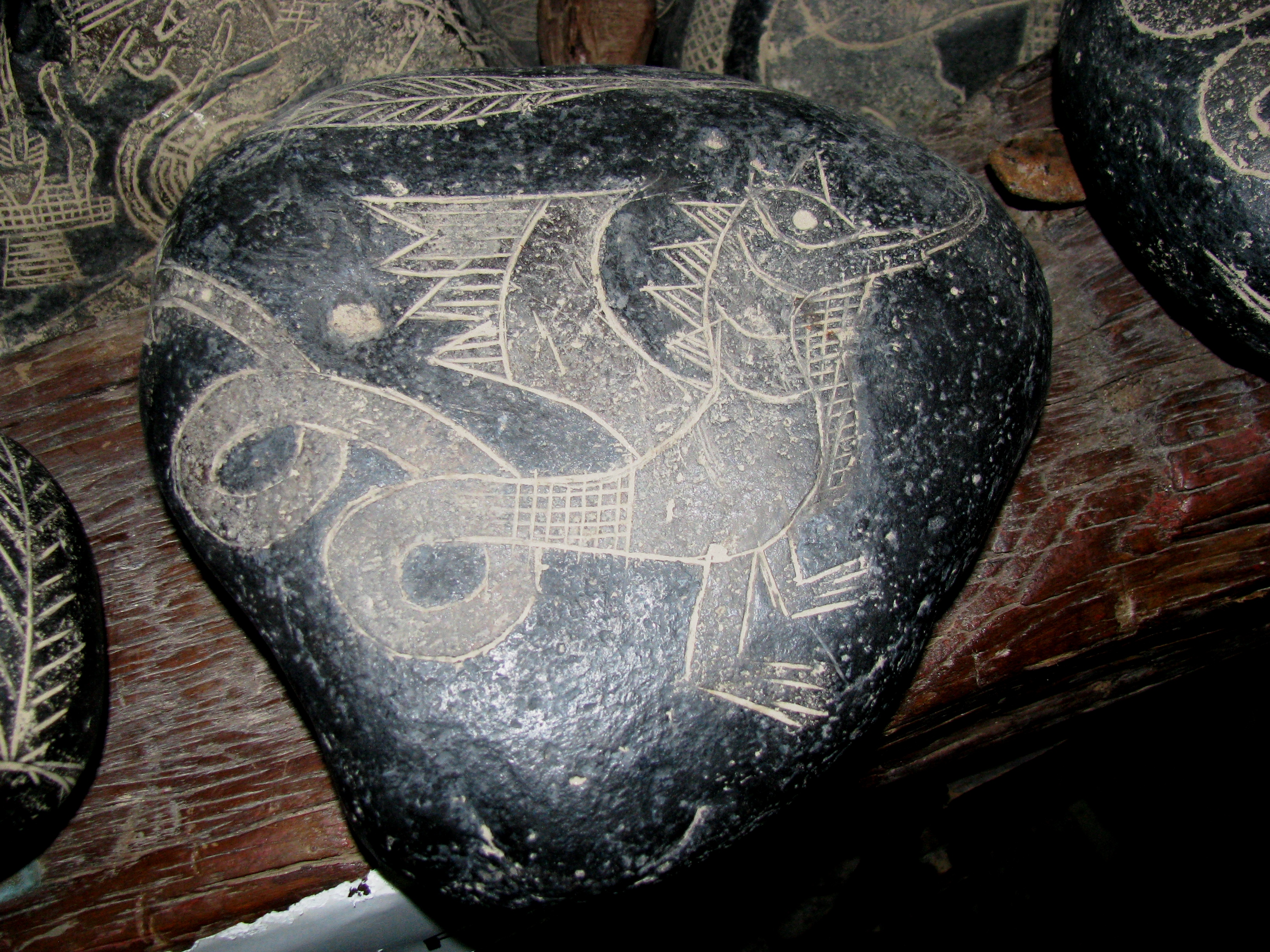
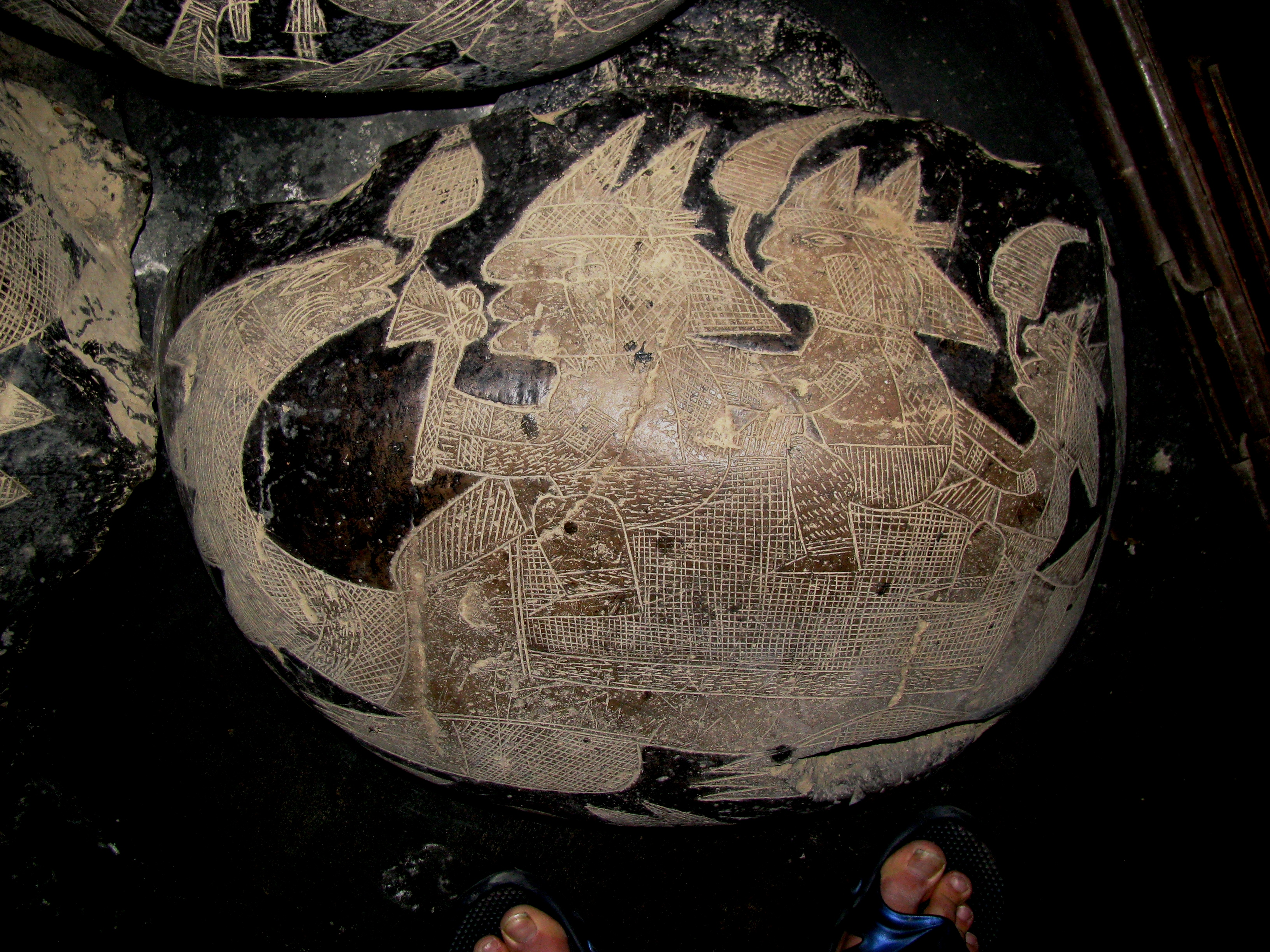
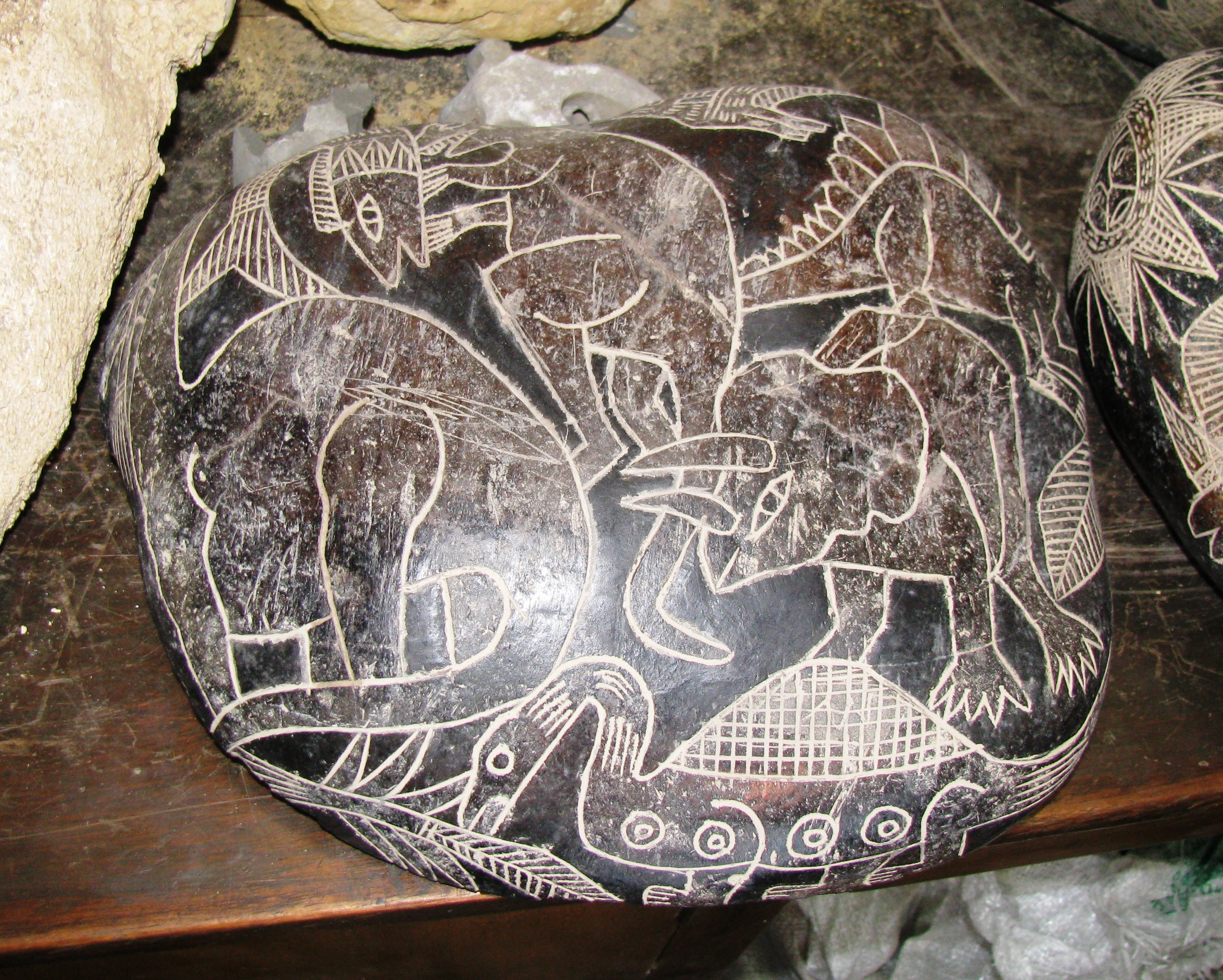